# Assemblée constituante de 1945
Pour les articles homonymes, voir Assemblée nationale constituante.
L'Assemblée constituante française de 1945 ou Ire Assemblée nationale constituante est l'assemblée élue après les élections législatives françaises de 1945 et chargée de rédiger un projet de Constitution destiné à être approuvé par les Français lors du référendum organisé le 5 mai 1946. Toutefois, les Français rejettent la proposition de l'Assemblée constituante, ce qui déclenche de nouvelles élections en juin 1946 pour une nouvelle assemblée constituante.

## Contexte
Après la Libération de la France, achevée en 1945, le GPRF de De Gaulle ne réinstalle pas la XVIe législature mais organise des élections législatives afin qu'une nouvelle Assemblée constituante rédige une nouvelle constitution pour démocratiser la représentativité et la légitimité du pouvoir des institutions dans une nouvelle République. Le 16 juillet 1945, le gouvernement provisoire de Charles de Gaulle propose à l'Assemblée consultative provisoire un projet d'ordonnance visant à organiser un référendum national. L'Assemblée consultative s'oppose au projet gouvernemental, à cause de l'utilisation du référendum, et du caractère limité des pouvoirs de la future assemblée constituante.
Le gouvernement ne suit pas l'avis de l'Assemblée consultative, et promulgue le 17 août 1945 une ordonnance pour organiser le référendum au mois d'octobre,.
Conformément à son statut, l'Assemblée consultative provisoire se sépare lorsque s'enclenche le processus électoral de l'Assemblée constituante.
Jusqu'à ce que la fonction de président de la République française soit recréée, le chef du GPRF exerce de fait une charge équivalente à celle de chef de l'État.
Le gouvernement met en place la sécurité sociale par l'ordonnance du 19 octobre 1945.

## Le référendum et les élections du 21 octobre 1945
Le 21 octobre 1945, le gouvernement provisoire de De Gaulle procède à un double référendum au sujet de l'Assemblée Nationale ainsi qu'à sa formation par des élections législatives. Les femmes et les militaires ont pour la première fois le droit de vote à un référendum et aux élections des députés de l'Assemblée, élus pour une durée limitée de sept mois.
La première question du référendum consiste à demander si la nouvelle Assemblée doit avoir une nouvelle constitution : « Voulez-vous que l’Assemblée nationale, élue ce jour, soit constituante ? ».
- Si le oui l'emporte, la nouvelle Assemblée se chargera de rédiger une nouvelle Constitution dans le but de former une nouvelle République;
- Si le non l'emporte, la nouvelle Assemblée se chargera de réinstaller officiellement la Constitution de 1875 et la IIIe République et constituera une nouvelle législature, la XVIIe législature de la IIIe République française.

Étant nombreux à imputer à la XVIe législature de la Troisième République française l'humiliation de juin 1940, les électeurs votent « oui » à 96 %.
La seconde question consiste à demander si, dans le cas où cette nouvelle assemblée serait constituante, ses pouvoirs doivent être limités par une norme supérieure ayant valeur de constitution provisoire proposée par le Gouvernement, ou s’ils doivent être illimités, l’assemblée élue fixant elle-même souverainement l’organisation de tous les pouvoirs publics. Les électeurs votent « oui » aux deux tiers au projet de constitution provisoire du gouvernement : l’Assemblée voit ses pouvoirs limitée par la loi constitutionnelle du 2 novembre 1945.

## Composition de l'Assemblée constituante
Les élections constituantes, qui ont lieu ce même jour du 21 octobre, marquent une large victoire de la gauche et mettent en avant trois partis principaux qui formeront une force gouvernementale unie, que l'on nommera le Tripartisme : 
- le Parti communiste français (PCF), qui tire un grand prestige de son rôle de force de résistance et de la victoire de l'URSS, progresse fortement et devient le premier parti avec 26 % des voix et 160 sièges, ce qui met fin le 2 novembre au gouvernement de De Gaulle I et marque la date à partir de laquelle le PCF revendique hautement la direction du gouvernement ;
- le Mouvement républicain populaire (MRP) d'inspiration démocrate-chrétienne, soutenu par le général de Gaulle ;
- la Section française de l'Internationale ouvrière (SFIO) ;
- le radicalisme, première force politique de la IIIe République avant la guerre, subit un résultat catastrophique ;
- la droite, discréditée par sa collaboration avec Pierre Laval, perd les deux tiers de son électorat.

L'assemblée constituante est composée d'une majorité absolue pour la gauche. Son président est Félix Gouin, membre de la SFIO.

### Féminisation
Il y a 5,6 % de femmes députées.

### Groupes parlementaires
| Groupe parlementaire               | Groupe parlementaire               | Groupe parlementaire                                | Députés                            | Députés                            | Députés | Président déclaré               |
| Groupe parlementaire               | Groupe parlementaire               | Groupe parlementaire                                | Membres                            | Apparentés                         | Total   | Président déclaré               |
| ---------------------------------- | ---------------------------------- | --------------------------------------------------- | ---------------------------------- | ---------------------------------- | ------- | ------------------------------- |
|                                    | COM                                | Communiste                                          | 151                                | 0                                  | 151     | Jacques Duclos                  |
|                                    | MRP                                | Mouvement républicain populaire                     | 150                                | 0                                  | 150     | Maurice Schumann                |
|                                    | SOC                                | Socialiste                                          | 139                                | 0                                  | 139     | Marcel Naegelen                 |
|                                    | UR                                 | Unité républicaine                                  | 37                                 | 2                                  | 39      | Jules Ramarony                  |
|                                    | RDS                                | Résistance démocratique et socialiste               | 27                                 | 4                                  | 31      | Antoine Avinin                  |
|                                    | RRS                                | Républicain radical et radical-socialiste           | 24                                 | 3                                  | 27      | Édouard Herriot                 |
|                                    | RI                                 | Républicains indépendants                           | 14                                 | 0                                  | 14      | Patrice Bougrain                |
|                                    | PAYSAN                             | Paysan (app. Résistance démocratique et socialiste) | 6                                  | 5                                  | 11      | Paul Antier                     |
|                                    | RR                                 | Républicains et résistants (app. Communiste)        | 8                                  | 0                                  | 8       | Emmanuel d'Astier de La Vigerie |
|                                    | MA                                 | Musulman Algérien (app. Socialiste)                 | 7                                  | 0                                  | 7       | Mohamed Bendjelloul             |
|                                    |                                    |                                                     |                                    |                                    |         |                                 |
| Total de députés membre de groupes | Total de députés membre de groupes | Total de députés membre de groupes                  | Total de députés membre de groupes | Total de députés membre de groupes | 577     |                                 |
|                                    | Députés non-inscrits               | Députés non-inscrits                                | Députés non-inscrits               | Députés non-inscrits               | 9       |                                 |
|                                    |                                    |                                                     |                                    |                                    |         |                                 |
| Total des sièges pourvus           | Total des sièges pourvus           | Total des sièges pourvus                            | Total des sièges pourvus           | Total des sièges pourvus           | 586     |                                 |

## Promulgation de la Loi constitutionnelle du 2 novembre 1945
Le 2 novembre 1945, le gouvernement de De Gaulle promulgue la Loi constitutionnelle et se dissout dans l'attente que la nouvelle Assemblée constituante se forme pour élire un nouveau chef de gouvernement et adopter une nouvelle constitution. De Gaulle démissionne parce qu’il n’a pas la confiance de l’Assemblée nationale constituante, où la première force politique est le Parti Communiste et la seconde la SFIO, lui-même n’étant représenté alors par aucun parti ou mouvement.
Le 13 novembre 1945, la nouvelle Assemblée désigne Charles de Gaulle qui forme le gouvernement de De Gaulle II.
De Gaulle nomme les ministres, théoriquement en fonction de la représentation respective de chacun des trois partis.
Il se méfie des communistes, alors qu'ils sont arrivés en tête, et ne leur accorde que cinq ministères. Par contre six portefeuilles sont attribués à des fidèles du Général qui n'appartiennent à aucun des trois partis : cette décision marque le point de départ de fortes divergences entre De Gaulle et les partis politiques représentés à l'Assemblée.
Pour ne rien arranger, des divergences apparaissent entre les différents partis sur le type du futur régime (mono ou bicaméral) amenant à une difficile élaboration de la nouvelle Constitution : les socialistes et les communistes refusent l'octroi d'un pouvoir fort au président de la République, et souhaitent un régime monocaméral, avec une seule Assemblée, élue au suffrage universel direct, votant les lois.
De Gaulle et le MRP souhaitent un régime bicaméral (à deux chambres), doté d'un président de la République puissant et « au-dessus des partis ».
La demande des  ministres communistes d'une réduction de 20 % des budgets militaires révolte le général de Gaulle, partisan d'un régime doté d'un exécutif fort, démissionne le 20 janvier 1946, dénonçant le « régime exclusif des partis ». L'orientation des institutions provisoires vers le « régime des partis », qu'il réprouve, l'y contraint. L'Assemblée constituante lui est hostile, et il refuse de devoir être en tout soumis à son autorité.
L'affrontement entre la légitimité historique du général et la légitimité démocratique de l'Assemblée se clôt par la démission de celui-ci.
De Gaulle espère, par cet acte, provoquer un rappel suscité par l'opinion et un recul des formations politiques qui ne partagent pas sa vision des institutions, ce qui n'aura en fin de compte pas lieu.
Le 23 janvier 1946, le socialiste Félix Gouin succède à Charles de Gaulle.

## Travaux

### Sous le gouvernement Charles de Gaulle
La nationalisation de la Banque de France et des quatre plus grandes banques françaises  s'est effectuée de manière rapide, afin d'éviter des spéculations. Le projet de loi a été déposé au soir du vendredi 30 novembre 1945 après la fermeture de la bourse, pour être voté le dimanche 2 décembre et publié au Journal Officiel dès le lendemain.
Le 21 décembre 1945, Jean Monnet est désigné pour diriger le Commissariat général du Plan.

### Sous le gouvernement Félix Gouin
Les sociétés GDF et EDF (loi du 8 avril 1946) et les onze plus importantes compagnies d'assurance (25 avril 1946) sont nationalisés.
La loi Marthe Richard du 13 avril 1946 abolit le régime de la prostitution réglementée en France.
L'Assemblée  vote des lois témoignant sa volonté d'égalité entre tous les citoyens :  
- le 11 avril 1946, la loi Houphouët-Boigny abolit le travail forcé[10];
- le 25 avril 1946, la loi Lamine Guèye généralise le statut de citoyen à l'ensemble des territoires colonisés (à la suite de l'abolition de l'indigénat);
- le 30 avril 1946, la loi institue le FIDES (Fonds d'investissement pour le développement économique et social des territoires d'outre-mer) devant permettre à ces espaces de contracter des crédits peu coûteux et donc d'y établir de nouvelles institutions ou infrastructures, grâce à des contributions de la métropole, mais aussi des pays concernés[11].

### Projet de Constitution
Le 19 avril 1946, les députés du PCF et de la SFIO, majoritaires à l'Assemblée constituante adoptent un premier projet de Constitution soutenu par la majorité de gauche qui prévoit une représentation populaire monocamérale.
Le texte propose d'établir un régime monocaméral avec une assemblée unique élue au suffrage universel direct pour cinq ans.
Le Sénat de la Troisième République doit être remplacé par deux organes consultatifs, le Conseil économique (précurseur du Conseil économique et social) et le Conseil de l'Union française.
L'exécutif doit être divisé entre un président de la République et un président du Conseil : 
- Le président de la République (chef de l'État) dispose de pouvoirs honorifiques et est élu par l'Assemblée;
- Le président du Conseil (premier ministre, chef du gouvernement), également élu par l'Assemblée, doit faire approuver la composition et le programme de son cabinet ministériel et être investi par un vote de l'Assemblée.

L'Assemblée Nationale est donc très puissante. La dissolution est possible, mais elle est extrêmement réglementée, dans les hypothèses où « au cours d'une même session annuelle, deux crises ministérielles surviennent », une crise ministérielle étant alors définie par une réponse négative à une question de confiance ou par l'adoption d'une motion de censure.
Le renversement d'un Cabinet est aussi strictement réglementé, en exigeant la majorité absolue des députés composant l'Assemblée, et non la majorité absolue des membres présents.
Enfin, au-delà de la partie organisation des pouvoirs publics, le texte prévoit une déclaration des droits qui s'écarte de manière importante de la déclaration des droits de l'homme et du citoyen de 1789.

## Le référendum du 5 mai 1946
Le 5 mai 1946, le projet de constitution, critiqué par le MRP et la droite, est rejeté par le référendum populaire qui voit la victoire du « non » en obtenant 53 % des voix, soutenu par les centristes, la droite, le MRP et le général de Gaulle.

## Dissolution
L’Assemblée constituante et le gouvernement Félix Gouin sont dissous, une nouvelle élection a lieu le 2 juin pour former une nouvelle Assemblée, un nouveau gouvernement et une nouvelle constitution.